# 近正仁
近 正仁（こん まさひと、1959年3月18日 - ）は、新潟テレビ21の元アナウンサー。新潟県新発田市出身。

## 人物
- 新潟明訓高等学校、立正大学卒業、高校教諭を経て、1983年新潟テレビ21の開局とともに入社。同期は照光真。
- 2006年7月にアナウンス部から異動。2018年現在は報道制作局に所属しており、糸魚川大火ではリポーターとして伝えた。

## 担当番組
- NT21ニュース
- NT21ニュースシャトル
- NT21 600ステーション
- NT21ステーションEYE
- 週刊ことばマガジン - 新潟県制作分リポーター
- 新潟経済ジャーナル
- 情報バスケット21
- 夏の高校野球新潟大会中継
- 小野沢裕子のいきいきワイド
- まるどりっ!　全国高校野球新潟大会速報（2011年7月16日）、異動以来5年ぶりのテレビ出演。その他不定期でナレーションを担当。
- にいがたLive!ナマ+トク - 金曜中継リポーター、UXディレクターの肩書として出演。

## 関連文献
- 「近ちゃんの高校野球」（安田辰昭著／ベースボール・マガジン社刊）
  - 高校野球の中継を通し、近アナが成長していく様を描いたノンフィクション。